# (7537) Solvay
Pour les articles homonymes, voir Solvay.
(7537) Solvay est un astéroïde de la ceinture principale.

## Description
(7537) Solvay est un astéroïde de la ceinture principale. Il fut découvert le 17 avril 1996 à La Silla par Eric Walter Elst. Il fut nommé en honneur de Ernest Solvay.  Il présente une orbite caractérisée par un demi-grand axe de 3,13 UA, une excentricité de 0,16 et une inclinaison de 1,8° par rapport à l'écliptique.

## Compléments